# Charles Girault
Charles-Louis Girault (Cosne-Cours-sur-Loire (Nièvre), 27 de diciembre de 1851) – París,  26 de diciembre de 1932), fue un destacado arquitecto francés de finales del XIX-principios del XX, academicista, historicista y ecléctico. Se le conoce como el arquitecto del  Petit Palais (1900) de París y del arco triunfal (1905) en el parque del Cincuentenario de Bruselas y por el museo real de África central (1910) de Tervuren. 
Girault fue en el sentido del término, un artista. Muy influenciado por Italia, admitió más inclinación por sus bellezas que por las técnicas industriales. Declaró que solamente veía en la Torre Eiffel «l’échafaudage d’un point dans le ciel» [el andamio de un punto en el cielo]. Fue llamado a desempeñar muchos cargos públicos: presidente de la Sociedad central de arquitectos (la Académie d'architecture), Inspector general de edificios civiles, presidente del Comité de congresos internacionales, y muchas veces, presidente de jurados de concursos de arquitectura.

## Los inicios

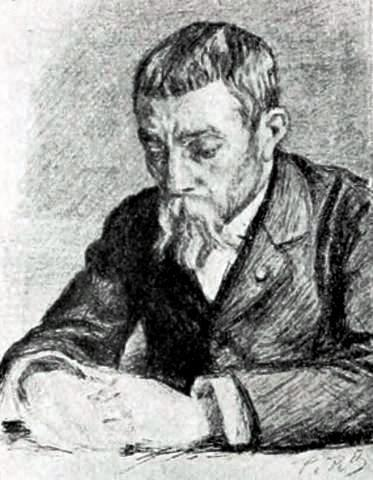
Charles Girault en 1900 (dibujo de Paul Renouard)

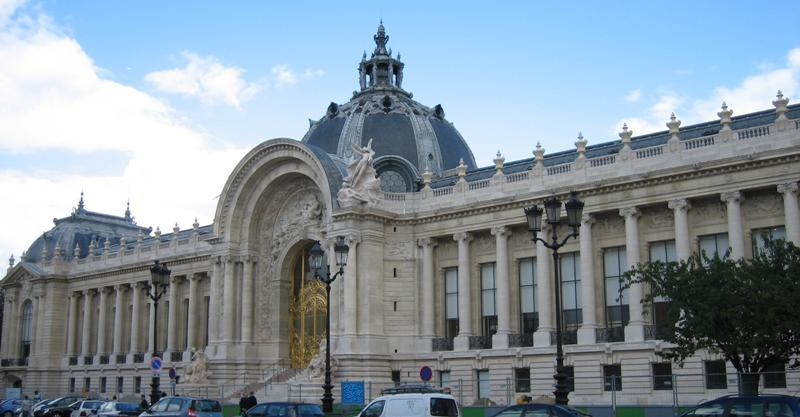
Petit Palais, obra maestra de Charles-Louis Girault

Sus primeros años de vida estuvieron marcados por la soledad: su padre estaba haciendo «des affaires» (a menudo desafortunado) en Sudamérica, donde vivía con frecuencia con su esposa y sus dos hijas. Charles había quedado en Francia al cuidado de una abuela. Poco se sabe sobre su infancia y juventud en Cosne. Fue llamado a las armas durante la desastrosa guerra franco-prusiana de 1870, que finalmente interrumpió la preparación para el concurso de la École Centrale, que había emprendido.
Desmovilizado, regresó a Nièvre, donde tuvo que trabajar para vivir. Muy dotado para el dibujo, se convirtió en dibujante de un empresario de cerrajería y herrería, monsieur Bardin. Aquí fue donde, casi por casualidad, el arquitecto  Honoré Daumet, entonces famoso, vio sus maravillosos dibujos, y le dijo al patrón de Charles: «Il faut qu’il fasse les Beaux-Arts, je le prends dans ma classe » [Debe hacer que haga las Bellas Artes, lo tomo en mi clase]. Este encuentro inesperada fue para Girault un golpe feliz del destino. En 1873, a la edad de veintidós años, ingresó en la École des beaux-arts, donde fue inmediatamente notado tanto por la calidad de sus dotes naturales como por su arduo trabajo. 

## Grand Prix de Roma
En 1880, Charles Girault ganó el primer gran premio de Roma en arquitectura, siendo la prueba final proyectar «Un hospice pour les enfants malades, sur les bords de la Méditerranée» (Un hospicio para los niños enfermos, a las orillas del Mediterráneo). Se fue a Italia, que fue para él un impactante choque artístico que marcaría toda su vida,  donde ql joven laureado se convirtió en pensionado de la Academia de Francia en Roma, del 28 de enero de 1881 al 31 de diciembre de 1884. Cuando, a su regreso a Francia, compró una gran casa en Bièvres, en el departamento de Essonne, diseñó un parque similar al de las villas florentinas, y lo adornó con estatuas y jarrones que había traído de Florencia y que le recordaba a su querida Italia. 
Los trabajos que envió a la Escuela de Bellas Artes de París durante su estancia en Italia, el levantamiento de la tumba de los  Scaliger en  Verona, que se pueden ver en el museo de Caen, y especialmente la restauración de Villa Adriana (del emperador Adriano) en Tivoli se consideran obras maestras del diseño arquitectónico, y a menudo aparecen en exposiciones dedicadas al arte de la época

## El Grand y el Petit Palais en París

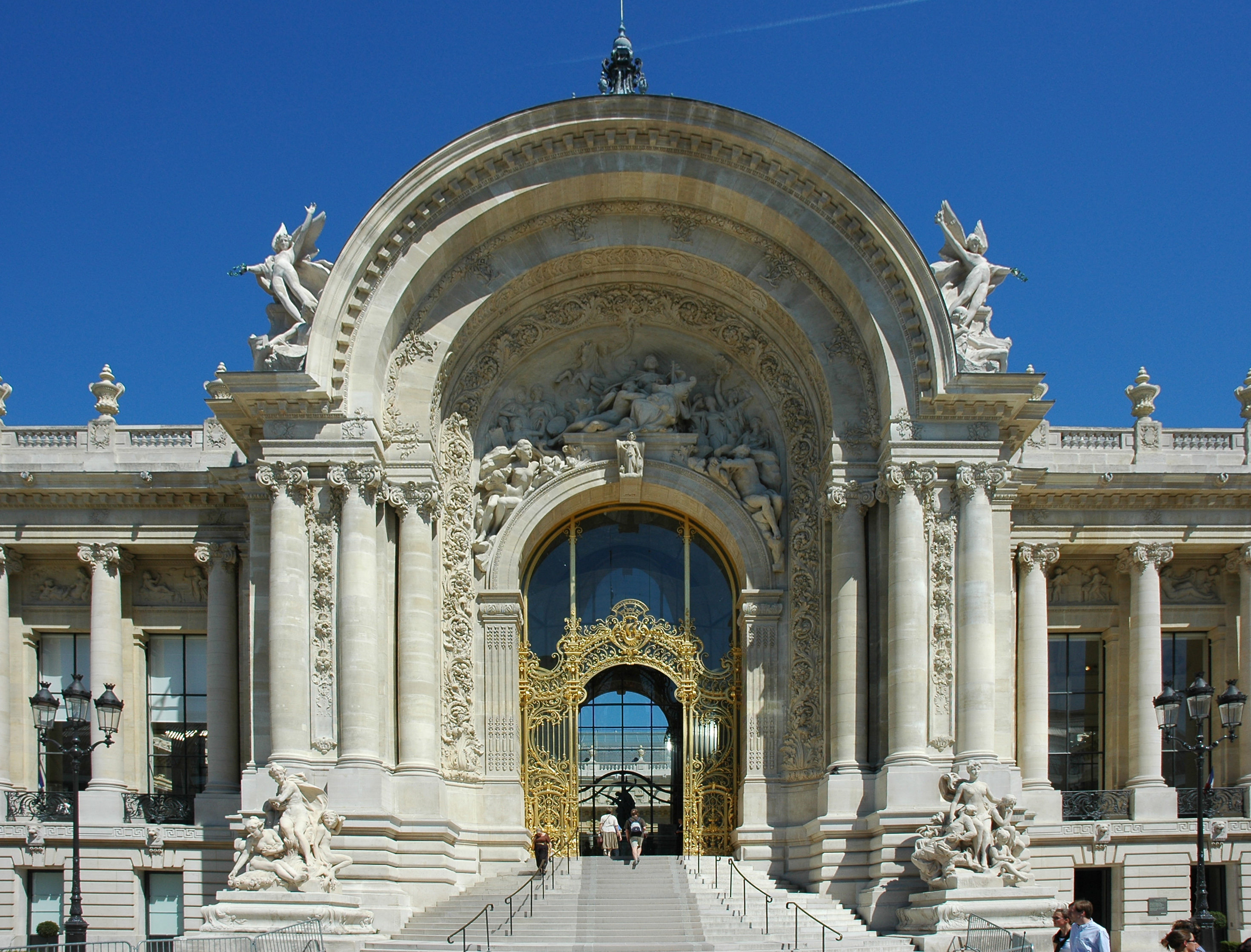
La fachada del Petit Palais, París.

Destinado a convertirse en el Museo de Bellas Artes de la Ciudad de París, el Petit Palais fue diseñado para la Exposición Universal de 1900. Habiendo ganado el concurso organizado para su construcción, Charles Girault emprendió su construcción entre 1897 y 1900. Girault manejó en ese proyecto con soltura un clasicismo inspirado en el Barroco, entonces de moda entre los profesores de la Escuela de Bellas Artes. Abordó hábilmente las difíciles transiciones en las esquinas, necesarias por la planta trapezoidal del edificio. El elemento arquitectónico esencial del edificio, una alta entrada en arco que precede a una cúpula baja de acero, se adoptó en los años siguientes, en todo el mundo (como el Opera Saigón) por los arquitectos de formación francesa.
Girault también se encargó de coordinar la construcción del Grand Palais, del que no era autor, pero que había sido diseñado por varias firmas de arquitectura que debían trabajar juntas. La autoridad, pero también el conocimiento y la alta cualificación de Girault lo designaron para esta delicada tarea. 

## Arquitecto del rey de los belgas

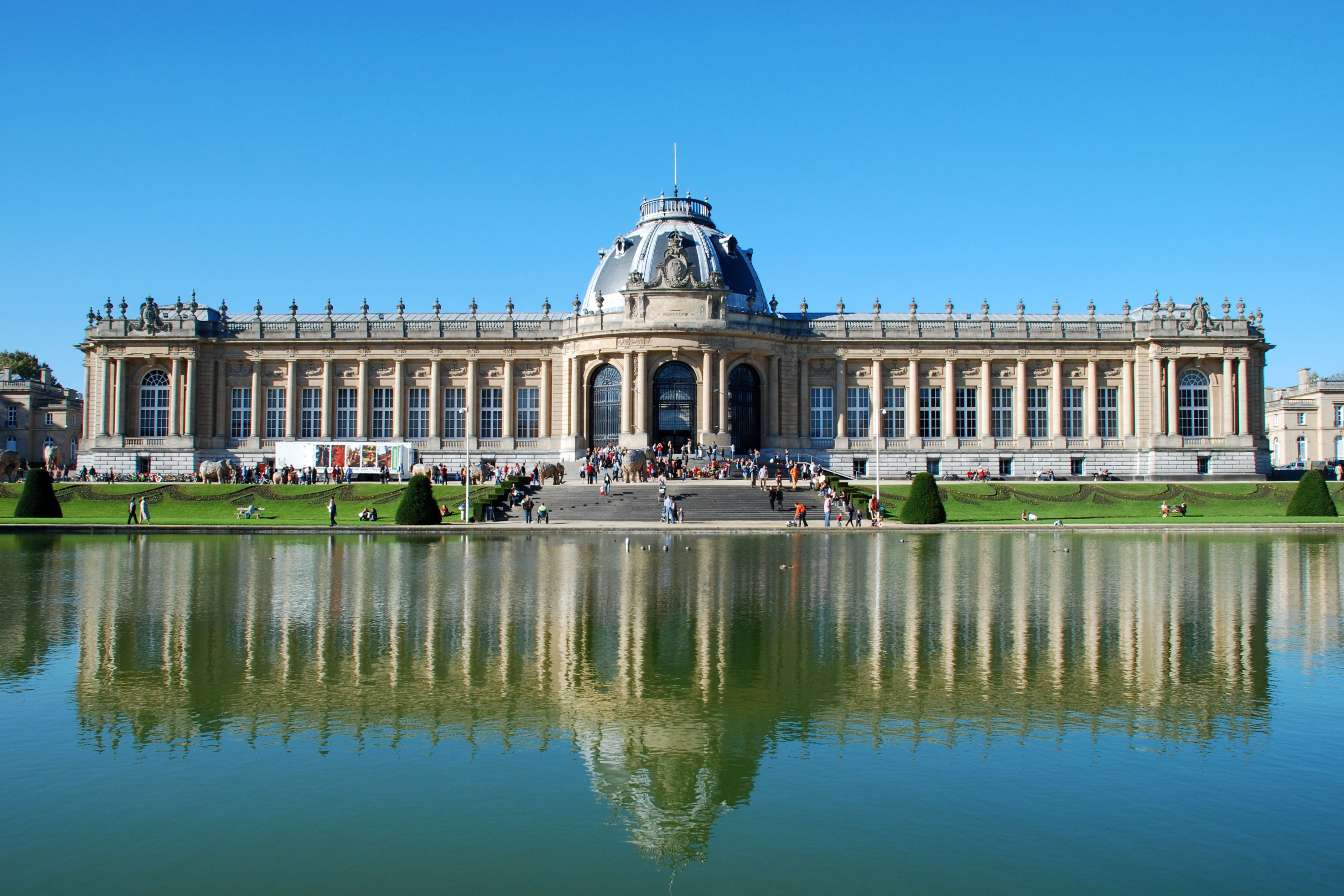
Museo real de África central en Tervuren

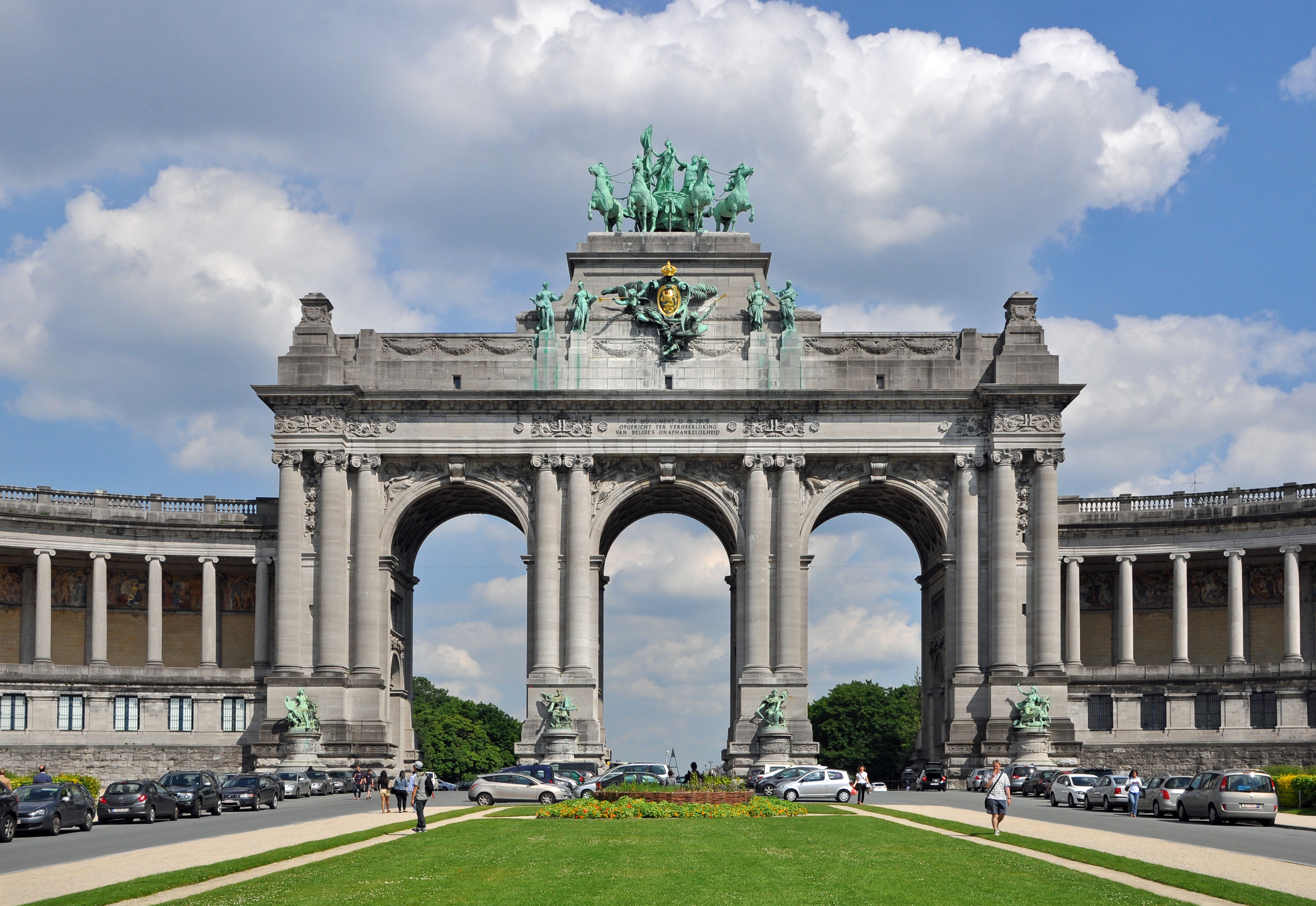
transformación de las Arcadas del Cincuentenario

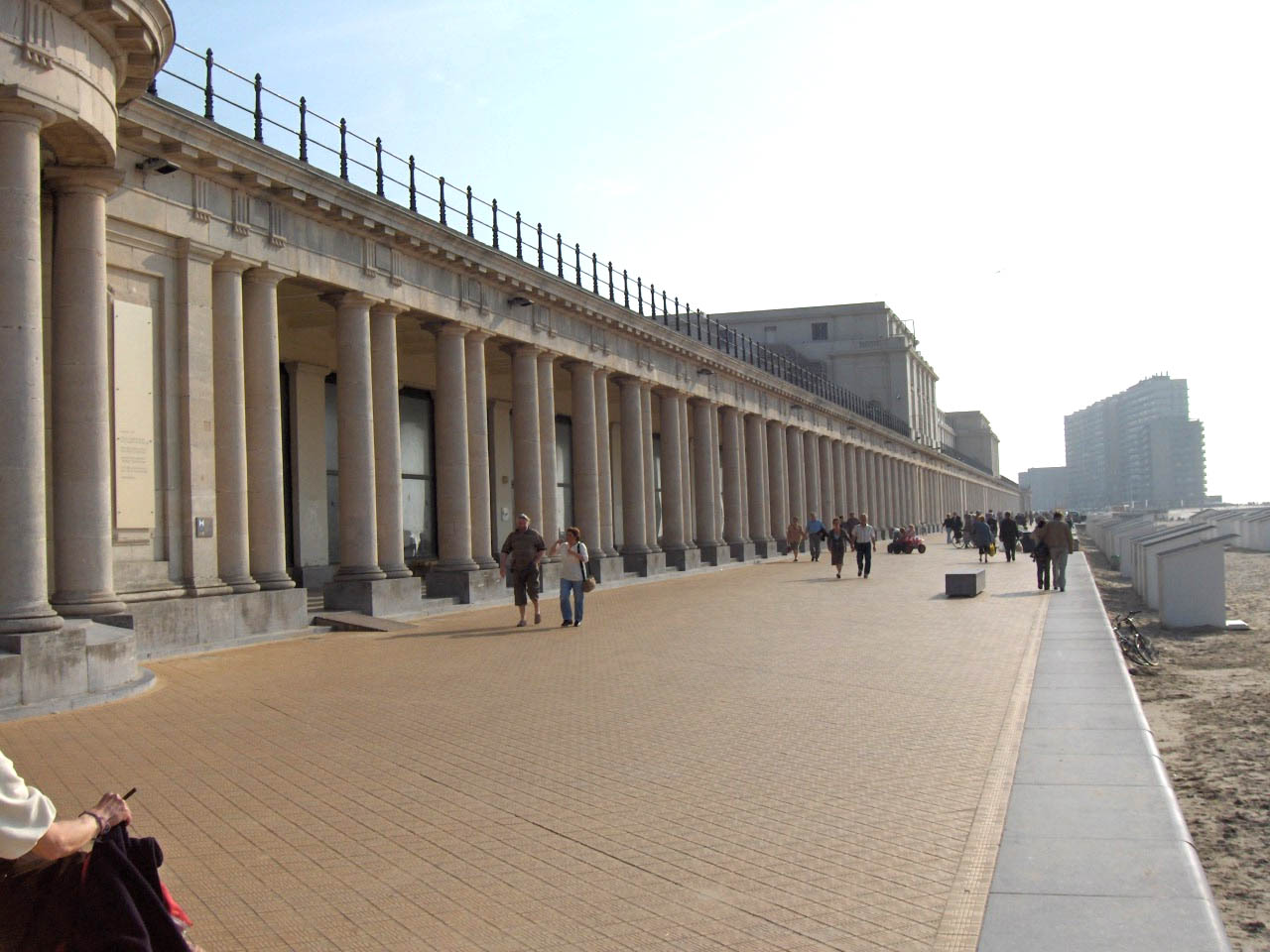
Galerías Reales de Ostende

El rey de los belgas, Leopoldo II, había ido a París para visitar la Exposición de 1900, y quedó deslumbrado por el Petit Palais. Se hizo presentar a Charles Girault y le pidió que construyera en Bruselas la réplica exacta del Petit Palais en París. Girault argumentó que no podía como artista hacer una copia fiel de sus obras, pero los dos hombres se fueron contentos; el rey tenía muchos planes, y Charles Girault se convirtió en su arquitecto.
Realizó un trabajo considerable en Bruselas: la ampliación del castillo de Laeken, la mejora de la villa Vanden Borgh, el edificio del museo real de África central en Tervuren (1902-1910) y la transformación de las Arcadas del Cincuentenario (realizadas en 1880 por Gédéon Bordiau) con motivo del 75.º aniversario de la independencia de Bélgica. 
En Ostende, un balneario en la costa belga muy apreciado por el rey, Girault construyó, de 1902 a 1906, las Galerías Reales de Ostende, que permitían al soberano y a sus invitados asistir al hipódromo de Wellington sin ser incomodados por la lluvia o el viento. 
En 1902, fue elegido miembro de la Academia de Bellas Artes del Instituto de Francia.

## La tumba de Pasteur (Instituto Pasteur, París)

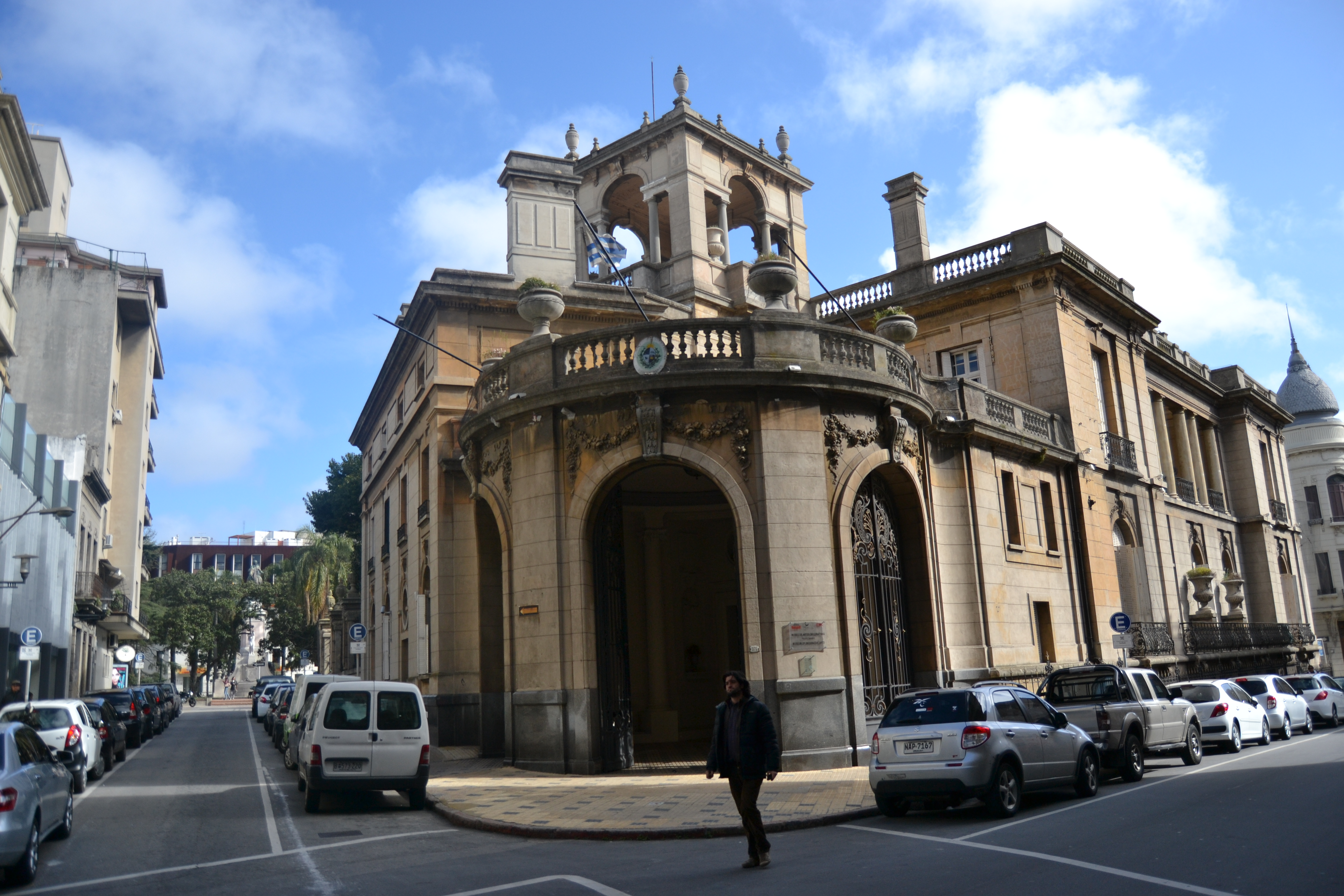
Palacio Taranco, Montevideo

Tal vez la obra más conmovedora de Girault es la hermosa tumba de  Louis Pasteur, inventor de la vacuna contra la rabia. Cuando Pasteur murió en 1895, su familia le pidió a Girault que construyera su tumba, ubicada en el Instituto Pasteur de París. 
En 1907 proyectó el Palacio Taranco en la ciudad de Montevideo, en el barrio Ciudad Vieja, del que envió los planos pero que nunca visitó no conoció.
La vía que bordea el Petit Palais, entre este último y la avenida de los Campos Elíseos, se llamó avenida Charles-Girault en honor a este arquitecto.